# اسکار هومولکا

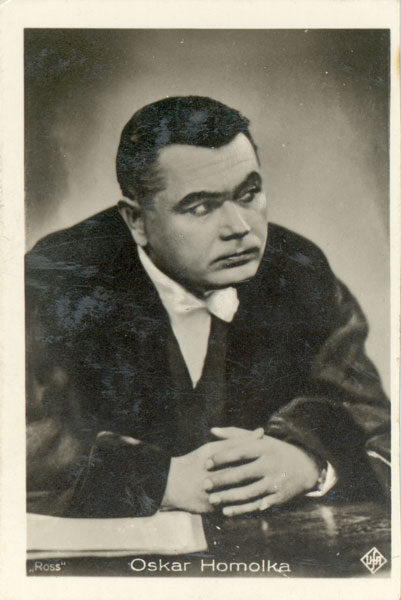

اسکار هومولکا (انگلیسی: Oskar Homolka؛ ۱۲ اوت ۱۸۹۸ – ۲۷ ژانویهٔ ۱۹۷۸) هنرپیشه اهل ایالات متحده آمریکا بود. وی بین سال‌های ۱۹۲۶ تا ۱۹۷۶ میلادی فعالیت می‌کرد.

## بخشی از فیلمشناسی
از فیلم‌ها یا برنامه‌های تلویزیونی که وی در آن نقش داشته‌است می‌توان به آثار زیر اشاره کرد.
- صورتک‌ها (فیلم ۱۹۲۹) (۱۹۳۰)
- ۱۹۱۴ (فیلم) (۱۹۱۴)
- خرابکاری (فیلم ۱۹۳۶) (۱۹۳۶)
- هفت گناهکار (فیلم ۱۹۴۰) (۱۹۴۰)
- رفیق ایکس (۱۹۴۰)
- زن نامرئی (فیلم ۱۹۴۰) (۱۹۴۰)
- خشم در بهشت (۱۹۴۱)
- توپ آتش (۱۹۴۱)
- مأموریت به مسکو (۱۹۴۳)
- به یاد می‌آورم مادر (۱۹۴۸)
- اطلاعات طبقه‌بندی‌شده (فیلم ۱۹۵۲) (۱۹۵۲)
- خارش هفت‌ساله (۱۹۵۵)
- جنگ و صلح (فیلم ۱۹۵۶) (۱۹۵۶)
- وداع با اسلحه (فیلم ۱۹۵۷) (۱۹۵۷)
- کلید (فیلم ۱۹۵۸) (۱۹۵۸)
- طوفان (فیلم ۱۹۵۸) (۱۹۵۸)
- خاکسپاری در برلین (فیلم) (۱۹۶۶)
- مغز بیلیون دلاری (۱۹۶۷)
- اتفاق (۱۹۶۷)
- بذر تمر هندی (۱۹۷۴)